# Grand Prix automobile de Miami 2025
GP précédent GP suivant

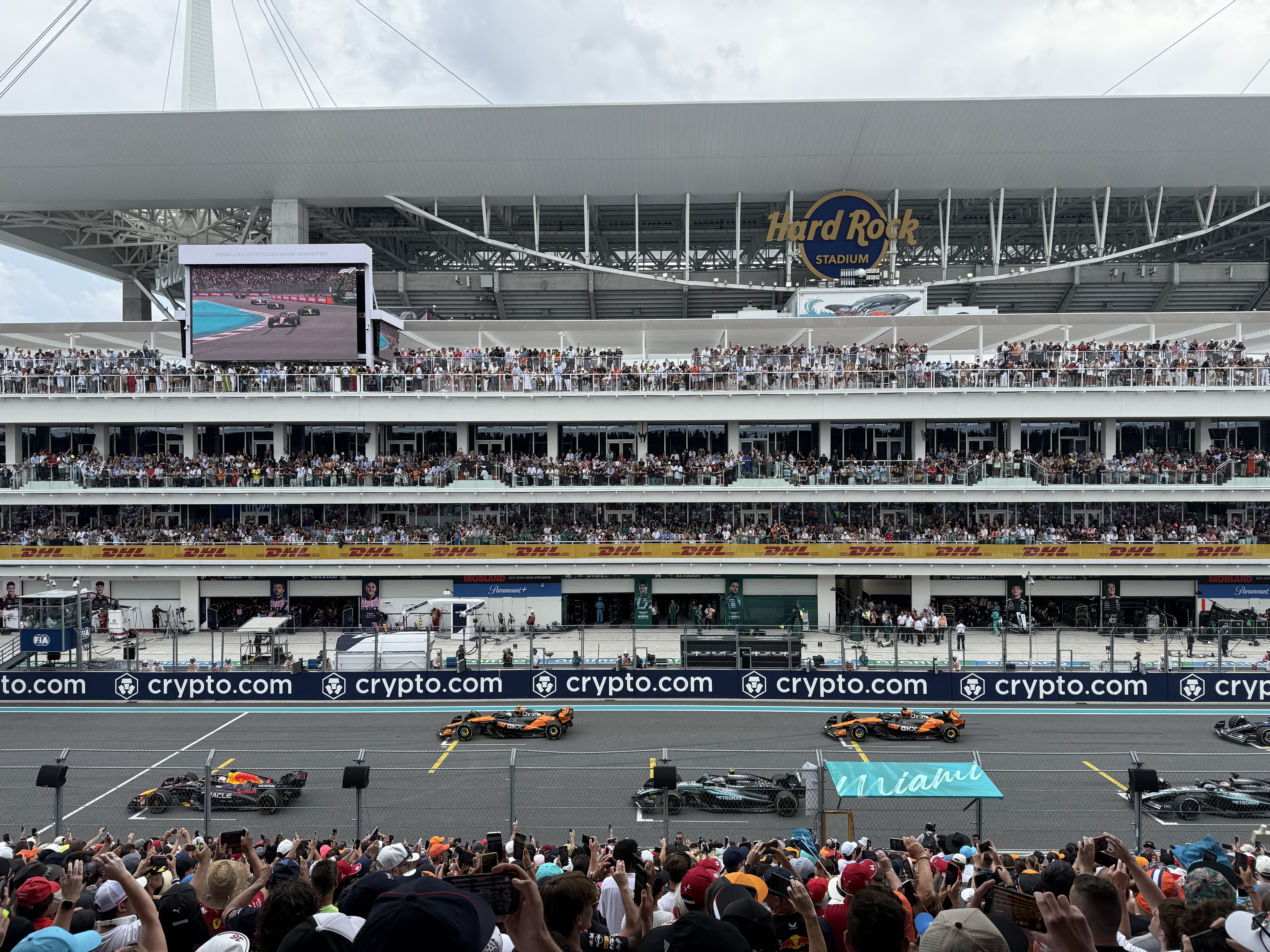
Les premiers rangs de la grille de départ du Grand Prix.

Le Grand Prix automobile de Miami 2025 (Formula 1 crypto.com Miami Grand Prix 2025), disputé le 4 mai 2025 sur l'Autodrome international de Miami est la 1131e épreuve du championnat du monde de Formule 1 courue depuis 1950. Il s'agit de la quatrième édition du Grand Prix de Miami comptant pour le championnat du monde de Formule 1 et de la sixième manche du championnat 2025. L'épreuve se déroule depuis 2022 sur l'Autodrome international de Miami, à Miami Gardens. Il s'agit du deuxième Grand Prix présentant une course sprint, après le Grand Prix de Chine.
Andrea Kimi Antonelli devient, lors du sprint, le plus jeune pilote, à 18 ans et 250 jours, à obtenir le meilleur temps d'une séance de qualifications en Formule 1 ; sa course est toutefois compromise dès le départ quand Oscar Piastri l'emmène au large au premier virage pour prendre la tête d'une épreuve qui démarre sur une piste détrempée après une deuxième procédure du départ, avec tous les pilotes en pneus intermédiaires et sans Charles Leclerc qui tape le mur lors de son tour de mise en grille à cause d'un aquaplanage. Ce sprint se décante quand la trajectoire s'assèche, Lewis Hamilton étant le premier à passer en pneus lisses après douze tours, ce qui lui permet de monter sur le podium. Pour la victoire, Lando Norris bénéficie d'un coup de chance quand il s'arrête, un tour après son coéquipier leader. En effet, au moment où il rentre au stand, Liam Lawson percute Fernando Alonso qui fracasse son Aston Martin, ce qui entraîne la sortie de la voiture de sécurité, à trois tours de l'arrivée, jusqu'au drapeau à damier. Norris en bénéficie pour regagner la piste en tête et gagner. Derrière les McLaren et Hamilton, le classement est chamboulé par les nombreuse pénalités, notamment celle de dix secondes infligée à Max Verstappen pour une sortie dangereuse de son emplacement au stand. Ainsi, George Russell, Lance Stroll, Yuki Tsunoda, Kimi Antonelli et Pierre Gasly inscrivent des points.
Comme à Suzuka puis à Djeddah cette saison, Max Verstappen extrait le maximum de sa RB21 pour dominer Lando Norris de seulement 65 millièmes de seconde ; le quadruple champion du monde obtient la quarante-troisième pole position de sa carrière. Andrea Kimi Antonelli crée à nouveau la sensation avec un troisième temps à 67 millièmes de seconde ; il part en deuxième ligne, devant Oscar Piastri. Carlos Sainz, au volant de sa FW47, réalise le sixième temps et s'élance derrière George Russell. Son coéquipier Alexander Albon, sur la quatrième ligne, se montre plus rapide que Charles Leclerc tandis que Lewis Hamilton a échoué en Q2. Esteban Ocon part en cinquième ligne, devant Yuki Tsunoda.
Oscar Piastri s'affirme désormais pleinement comme un protagoniste pour le titre de champion en s'imposant pour la quatrième fois en six Grands Prix, et la troisième fois consécutive. Comme en course, il creuse l'écart au classement. L'Australien s'impose en s'échappant après avoir mis quatorze tours pour dépasser Max Verstappen. Lando Norris en fait de même quelques boucles plus tard pour assurer le cinquante-et-unième doublé de McLaren. George Russell subtilise la troisième place à Verstappen à la faveur d'un arrêt au stand coïncidant avec le déploiement d'une procédure de voiture de sécurité virtuelle.
La course est particulièrement animée, durant les dix-huit premiers tours, grâce à la défense acharnée de Max Verstappen sur les pilotes McLaren. Tout d'abord, Piastri, au freinage du premier virage et dans l'enchaînement qui suit, s'empare des commandes à l'entame du quatorzième tour. Norris, sixième au premier tour après avoir été emmené au large par Verstappen à l'extinction des feux, se lance dans une remontée express pour chasser à son tour le quadruple champion du monde qu'il met quatre tours à dépasser. Les McLaren filent alors vers le doublé, sans aucun souci, en creusant des écarts conséquents puisque Russell, troisième, termine à 37 secondes du vainqueur, suivi de près par Verstappen. 
L'autre fait marquant de la course, alors qu'Albon démontre la montée en puissance de Williams en prenant le meilleur sur Antonelli pour le gain de la cinquième place, tient dans les échanges radio amers entre les pilotes Ferrari et leurs ingénieurs pour savoir qui doit finir septième.  En effet, Hamilton qui a chaussé des pneus medium au vingt-huitième tour se sait plus rapide que son coéquipier, en pneus durs, et demande qu'il le laisse passer pour tenter de dépasser Antonelli ; l'ordre tardant à arriver, il lâche quelques remarques acerbes jusqu'à ce que Leclerc s'écarte. Comme Hamilton ne parvient pas à s' approcher du jeune pilote Mercedes, l'ordre lui est intimé d'inverser à nouveau les positions. Alors que son ingénieur Riccardo Adami indique à Hamilton que Sainz roule en neuvième position à une seconde derrière lui, il lui répond : « Et tu veux que je le laisse passer lui aussi ? » Yuki Tsunoda prend le point restant. 
Oscar Piastri (131 points) prend de l'avance en tête du championnat du monde, avec seize points de plus que son coéquipier Lando Norris (115 points), qui possède le même écart avec Max Verstappen (99 points). Toujours dans les gros points depuis le début de la saison, George Russell reste quatrième (93 points) devant Charles Leclerc (53 points). Sixième, Kimi Antonelli (48 points) devance Lewis Hamilton (41 points), Alexander Albon (30 points), Esteban Ocon (14 points) et Lance Stroll (14 points également). Au championnat des constructeurs, McLaren (246 points) dispose d'une avance confortable de plus de 100 points sur Mercedes (141 points) qui précède Red Bull (105 points) ; Ferrari (94 points) est quatrième. Plus loin, Williams (37 points) cinquième, devance Haas (20 points) ; suivent Aston Martin (14 points), Racing Bulls (8 points), Alpine et Kick Sauber (6 points chacune).

## Pneus disponibles
| Pneus pour piste sèche | Pneus pour piste sèche | Pneus pour piste sèche | Pneus pluie    | Pneus pluie |
| ---------------------- | ---------------------- | ---------------------- | -------------- | ----------- |
| Durs (Type C3)         | Medium (Type C4)       | Tendres (Type C5)      | Intermédiaires | Pluie       |

## Essais libres et qualifications sprint

### Première séance, le vendredi de 18 h 30 à 19 h 30
| Pos. | Pilote          | Voiture                 | Chrono         | Écart     |
| ---- | --------------- | ----------------------- | -------------- | --------- |
| 1    | Oscar Piastri   | McLaren-Mercedes        | 1 min 27 s 128 |           |
| 2    | Charles Leclerc | Ferrari                 | 1 min 27 s 484 | + 0 s 356 |
| 3    | Max Verstappen  | Red Bull-Honda RBPT     | 1 min 27 s 558 | + 0 s 430 |
| 4    | Carlos Sainz    | Williams-Mercedes       | 1 min 27 s 678 | + 0 s 550 |
| 5    | Alexander Albon | Williams-Mercedes       | 1 min 27 s 955 | + 0 s 827 |
| 6    | Isack Hadjar    | Racing Bulls-Honda RBPT | 1 min 27 s 968 | + 0 s 840 |

### Qualifications sprint, le vendredi de 21 h 30 à 22 h 14
| Pos. | Pilote                | Écurie                  | SQ1 (12 min)   | SQ2 (10 min)   | SQ3 (8 min)    |
| --- | --------------------- | ----------------------- | -------------- | -------------- | -------------- |
| 1 | Andrea Kimi Antonelli | Mercedes                | 1 min 27 s 858 | 1 min 27 s 384 | 1 min 26 s 482 |
| 2 | Oscar Piastri         | McLaren-Mercedes        | 1 min 27 s 951 | 1 min 27 s 354 | 1 min 26 s 527 |
| 3 | Lando Norris          | McLaren-Mercedes        | 1 min 27 s 890 | 1 min 27 s 109 | 1 min 26 s 582 |
| 4 | Max Verstappen        | Red Bull-Honda RBPT     | 1 min 27 s 953 | 1 min 27 s 245 | 1 min 26 s 737 |
| 5 | George Russell        | Mercedes                | 1 min 27 s 688 | 1 min 27 s 666 | 1 min 26 s 791 |
| 6 | Charles Leclerc       | Ferrari                 | 1 min 28 s 325 | 1 min 27 s 467 | 1 min 26 s 808 |
| 7 | Lewis Hamilton        | Ferrari                 | 1 min 28 s 231 | 1 min 27 s 546 | 1 min 27 s 030 |
| 8 | Alexander Albon       | Williams-Mercedes       | 1 min 27 s 859 | 1 min 27 s 697 | 1 min 27 s 193 |
| 9 | Isack Hadjar          | Racing Bulls-Honda RBPT | 1 min 28 s 394 | 1 min 27 s 773 | 1 min 27 s 543 |
| 10 | Fernando Alonso       | Aston Martin-Mercedes   | 1 min 28 s 455 | 1 min 27 s 766 | 1 min 27 s 790 |
| 11 | Nico Hülkenberg       | Kick Sauber-Ferrari     | 1 min 28 s 542 | 1 min 27 s 850 |                |
| 12 | Esteban Ocon          | Haas-Ferrari            | 1 min 28 s 303 | 1 min 28 s 070 |                |
| 13 | Pierre Gasly          | Alpine-Renault          | 1 min 28 s 345 | 1 min 28 s 167 |                |
| 14 | Liam Lawson           | Racing Bulls-Honda RBPT | 1 min 28 s 914 | 1 min 28 s 375 |                |
| 15 | Carlos Sainz          | Williams-Mercedes       | 1 min 27 s 899 | Pas de temps   |                |
| 16 | Lance Stroll          | Aston Martin-Mercedes   | 1 min 29 s 028 |                |                |
| 17 | Jack Doohan           | Alpine-Renault          | 1 min 29 s 171 |                |                |
| 18 | Yuki Tsunoda          | Red Bull-Honda RBPT     | 1 min 29 s 246 |                |                |
| 19 | Gabriel Bortoleto     | Kick Sauber-Ferrari     | 1 min 29 s 312 |                |                |
| 20 | Oliver Bearman        | Haas-Ferrari            | 1 min 29 s 825 |                |                |
| Temps minimal à réaliser pour la qualification : 1 min 33 s 826 (107 % du meilleur temps en Q1 : 1 min 27 s 668) |                       |                         |                |                |                |

## Sprint et qualifications pour le Grand Prix

### Course sprint, le samedi  de 12 h à 13 h
| Pos. | Pilote                | Voiture                 | Tours | Temps/Abandon                           | Grille | Points |
| ---- | --------------------- | ----------------------- | ----- | --------------------------------------- | ------ | ------ |
| 1    | Lando Norris          | McLaren-Mercedes        | 18    | 36 min 37 s 647 (159,320 km/h)          | 3      | 8      |
| 2    | Oscar Piastri         | McLaren-Mercedes        | 18    | + 0 s 672                               | 2      | 7      |
| 3    | Lewis Hamilton        | Ferrari                 | 18    | + 1 s 073                               | 7      | 6      |
| 4    | George Russell        | Mercedes                | 18    | + 3 s 127                               | 5      | 5      |
| 5    | Lance Stroll          | Aston Martin-Mercedes   | 18    | + 3 s 412                               | 16     | 4      |
| 6    | Yuki Tsunoda          | Red Bull-Honda RBPT     | 18    | + 5 s 153                               | 18     | 3      |
| 7    | Andrea Kimi Antonelli | Mercedes                | 18    | + 5 s 635                               | 1      | 2      |
| 8    | Pierre Gasly          | Alpine-Renault          | 18    | + 5 s 973                               | 13     | 1      |
| 9    | Nico Hülkenberg       | Kick Sauber-Ferrari     | 18    | + 6 s 153                               | 11     |        |
| 10   | Isack Hadjar          | Racing Bulls-Honda RBPT | 18    | + 7 s 502                               | 9      |        |
| 11   | Alexander Albon       | Williams-Mercedes       | 18    | + 7 s 522 (dont 5 s de pénalité)        | 8      |        |
| 12   | Esteban Ocon          | Haas-Ferrari            | 18    | + 8 s 998                               | 12     |        |
| 13   | Liam Lawson           | Racing Bulls-Honda RBPT | 18    | + 9 s 024 (dont 5 s de pénalité)        | 14     |        |
| 14   | Oliver Bearman        | Haas-Ferrari            | 18    | + 9 s 218 (dont 5 s de pénalité)        | 20     |        |
| 15   | Gabriel Bortoleto     | Kick Sauber-Ferrari     | 18    | + 9 s 675                               | 19     |        |
| 16   | Jack Doohan           | Alpine-Renault          | 18    | + 9 s 909                               | 17     |        |
| 17   | Max Verstappen        | Red Bull-Honda RBPT     | 18    | + 12 s 059 (dont 10 s de pénalité)      | 4      |        |
| Abd. | Fernando Alonso       | Aston Martin-Mercedes   | 13    | Accident                                | 10     |        |
| Abd. | Carlos Sainz          | Williams-Mercedes       | 12    | Accident                                | 15     |        |
| Np.  | Charles Leclerc       | Ferrari                 |       | Accident lors du tour de mise en grille | 6      |        |

### Qualifications, le samedi de 16 h 15 à 17 h 15
La FIA et les organisateurs du Grand Prix ont modifié les horaires de la suite de la journée, conséquence d'une course sprint dont la durée a été plus longue que prévue. Lancée une première fois à midi, la course sprint a été interrompue par un drapeau rouge en raison de conditions de piste dangereuses et d'un manque de visibilité causé par la pluie. L'épreuve n'a repris qu'une demi-heure plus tard. Compte tenu de ces circonstances, la FIA a opté pour un décalage d'un quart d'heure de l'ensemble des courses se tenant sur l'autodrome.
| Pos. | Pilote                | Écurie                  | Qualifications 1 | Qualifications 2 | Qualifications 3 |
| --- | --------------------- | ----------------------- | ---------------- | ---------------- | ---------------- |
| 1 | Max Verstappen        | Red Bull-Honda RBPT     | 1 min 26 s 870   | 1 min 26 s 643   | 1 min 26 s 204   |
| 2 | Lando Norris          | McLaren-Mercedes        | 1 min 26 s 955   | 1 min 26 s 499   | 1 min 26 s 269   |
| 3 | Andrea Kimi Antonelli | Mercedes                | 1 min 27 s 077   | 1 min 26 s 606   | 1 min 26 s 271   |
| 4 | Oscar Piastri         | McLaren-Mercedes        | 1 min 27 s 006   | 1 min 26 s 269   | 1 min 26 s 375   |
| 5 | George Russell        | Mercedes                | 1 min 27 s 014   | 1 min 26 s 575   | 1 min 26 s 385   |
| 6 | Carlos Sainz          | Williams-Mercedes       | 1 min 27 s 098   | 1 min 26 s 847   | 1 min 26 s 569   |
| 7 | Alexander Albon       | Williams-Mercedes       | 1 min 27 s 042   | 1 min 26 s 855   | 1 min 26 s 682   |
| 8 | Charles Leclerc       | Ferrari                 | 1 min 27 s 417   | 1 min 26 s 948   | 1 min 26 s 754   |
| 9 | Esteban Ocon          | Haas-Ferrari            | 1 min 27 s 450   | 1 min 26 s 967   | 1 min 26 s 824   |
| 10 | Yuki Tsunoda          | Red Bull-Honda RBPT     | 1 min 27 s 298   | 1 min 26 s 959   | 1 min 26 s 943   |
| 11 | Isack Hadjar          | Racing Bulls-Honda RBPT | 1 min 27 s 301   | 1 min 26 s 987   |                  |
| 12 | Lewis Hamilton        | Ferrari                 | 1 min 27 s 279   | 1 min 27 s 006   |                  |
| 13 | Gabriel Bortoleto     | Kick Sauber-Ferrari     | 1 min 27 s 343   | 1 min 27 s 151   |                  |
| 14 | Jack Doohan           | Alpine-Renault          | 1 min 27 s 422   | 1 min 27 s 186   |                  |
| 15 | Liam Lawson           | Racing Bulls-Honda RBPT | 1 min 27 s 444   | 1 min 27 s 363   |                  |
| 16 | Nico Hülkenberg       | Kick Sauber-Ferrari     | 1 min 27 s 473   |                  |                  |
| 17 | Fernando Alonso       | Aston Martin-Mercedes   | 1 min 27 s 604   |                  |                  |
| 18 | Pierre Gasly          | Alpine-Renault          | 1 min 27 s 710   |                  |                  |
| 19 | Lance Stroll          | Aston Martin-Mercedes   | 1 min 27 s 830   |                  |                  |
| 20 | Oliver Bearman        | Haas-Ferrari            | 1 min 27 s 999   |                  |                  |
| Temps minimal à réaliser pour la qualification : 1 min 32 s 950 (107 % du meilleur temps en Q1 : 1 min 26 s 870) |                       |                         |                  |                  |                  |

## Course

### Classement de la course
| Pos. | no | Pilote                | Écurie                  | Tours | Temps/Abandon                                             | Grille  | Points |
| ---- | -- | --------------------- | ----------------------- | ----- | --------------------------------------------------------- | ------- | ------ |
| 1    | 81 | Oscar Piastri         | McLaren-Mercedes        | 57    | 1 h 28 min 51 s 587 (208,188 km/h)                        | 4       | 25     |
| 2    | 4  | Lando Norris          | McLaren-Mercedes        | 57    | + 4 s 630                                                 | 2       | 18     |
| 3    | 63 | George Russell        | Mercedes                | 57    | + 37 s 644                                                | 5       | 15     |
| 4    | 1  | Max Verstappen        | Red Bull-Honda RBPT     | 57    | + 39 s 956                                                | 1       | 12     |
| 5    | 23 | Alexander Albon       | Williams-Mercedes       | 57    | + 48 s 067                                                | 7       | 10     |
| 6    | 12 | Andrea Kimi Antonelli | Mercedes                | 57    | + 55 s 502                                                | 3       | 8      |
| 7    | 16 | Charles Leclerc       | Ferrari                 | 57    | + 57 s 036                                                | 8       | 6      |
| 8    | 44 | Lewis Hamilton        | Ferrari                 | 57    | + 1 min 00 s 186                                          | 12      | 4      |
| 9    | 55 | Carlos Sainz          | Williams-Mercedes       | 57    | + 1 min 00 s 577                                          | 6       | 2      |
| 10   | 22 | Yuki Tsunoda          | Red Bull-Honda RBPT     | 57    | + 1 min 14 s 434 (dont 5 s de pénalité purgées en course) | 10      | 1      |
| 11   | 6  | Isack Hadjar          | Racing Bulls-Honda RBPT | 57    | + 1 min 14 s 602                                          | 11      |        |
| 12   | 31 | Esteban Ocon          | Haas-Ferrari            | 57    | + 1 min 22 s 006                                          | 9       |        |
| 13   | 10 | Pierre Gasly          | Alpine-Renault          | 57    | + 1 min 30 s 445                                          | Pitlane |        |
| 14   | 27 | Nico Hülkenberg       | Kick Sauber-Ferrari     | 56    | + 1 tour                                                  | 16      |        |
| 15   | 14 | Fernando Alonso       | Aston Martin-Mercedes   | 56    | + 1 tour                                                  | 17      |        |
| 16   | 18 | Lance Stroll          | Aston Martin-Mercedes   | 56    | + 1 tour                                                  | 18      |        |
| Abd. | 30 | Liam Lawson           | Racing Bulls-Honda RBPT | 36    | Dégâts à la suite d'une collision                         | 15      |        |
| Abd. | 5  | Gabriel Bortoleto     | Kick Sauber-Ferrari     | 30    | Moteur                                                    | 13      |        |
| Abd. | 87 | Oliver Bearman        | Haas-Ferrari            | 27    | Moteur                                                    | 19      |        |
| Abd. | 7  | Jack Doohan           | Alpine-Renault          | 0     | Accrochage                                                | 14      |        |

### Pole position et record du tour
- Pole position :  Max Verstappen (Red Bull-Honda RBPT) en 1 min 26 s 204 (226,013 km/h)[15].
- Meilleur tour en course :  Lando Norris (McLaren-Mercedes)  en 1 min 29 s 746 (217,093 km/h) au trente-sixième tour[16].

### Tours en tête
- Max Verstappen (Red Bull-Honda RBPT) 13 tours (1-13)[17] ;
- Oscar Piastri (McLaren-Mercedes) : 44 tours (14-57).

## Classements généraux à l'issue de la course
| Pos. | Pilote                | Écurie                  | Points |
| ---- | --------------------- | ----------------------- | ------ |
| 1    | Oscar Piastri         | McLaren-Mercedes        | 131    |
| 2    | Lando Norris          | McLaren-Mercedes        | 115    |
| 3    | Max Verstappen        | Red Bull-Honda RBPT     | 99     |
| 4    | George Russell        | Mercedes                | 93     |
| 5    | Charles Leclerc       | Ferrari                 | 53     |
| 6    | Andrea Kimi Antonelli | Mercedes                | 48     |
| 7    | Lewis Hamilton        | Ferrari                 | 41     |
| 8    | Alexander Albon       | Williams-Mercedes       | 30     |
| 9    | Esteban Ocon          | Haas-Ferrari            | 14     |
| 10   | Lance Stroll          | Aston Martin-Mercedes   | 14     |
| 11   | Yuki Tsunoda          | Red Bull-Honda RBPT     | 9      |
| 12   | Pierre Gasly          | Alpine-Renault          | 7      |
| 13   | Carlos Sainz          | Williams-Mercedes       | 7      |
| 14   | Nico Hülkenberg       | Kick Sauber-Ferrari     | 6      |
| 15   | Oliver Bearman        | Haas-Ferrari            | 6      |
| 16   | Isack Hadjar          | Racing Bulls-Honda RBPT | 5      |

| Pos. | Écurie                  | Points |
| ---- | ----------------------- | ------ |
| 1    | McLaren-Mercedes        | 246    |
| 2    | Mercedes                | 141    |
| 3    | Red Bull                | 105    |
| 4    | Ferrari                 | 94     |
| 5    | Williams-Mercedes       | 37     |
| 6    | Haas-Ferrari            | 20     |
| 7    | Aston Martin-Mercedes   | 14     |
| 8    | Racing Bulls-Honda RBPT | 8      |
| 9    | Alpine-Renault          | 7      |
| 10   | Kick Sauber-Ferrari     | 6      |

## Statistiques
Le Grand Prix de Miami 2025 représente :
- la 43e pole position de Max Verstappen, sa troisième de la saison[19] ;
- la 6e victoire d'Oscar Piastri, sa quatrième de la saison et la troisième consécutive[20] ;
- la 194e victoire de McLaren en tant que constructeur[21] ;
- la 227e victoire de Mercedes en tant que motoriste[22] ;
- le 51e doublé de McLaren[23].

Au cours de ce Grand Prix :
- Lors du sprint, Andrea Kimi Antonelli devient, à 18 ans et 250 jours, le plus jeune pilote à obtenir le meilleur temps d'une séance de qualifications en Formule 1[24] ;
- Oscar Piastri est élu « pilote du jour » à l'issue d'un vote organisé sur le site officiel de la Formule 1[25] ;
- Derek Warwick (146 départs en Grands Prix entre 1981 et 1993, quatre podiums, 71 points inscrits) est nommé conseiller par la FIA pour aider dans leurs jugements le groupe des commissaires de course[26].